# Днепр (моторная лодка)

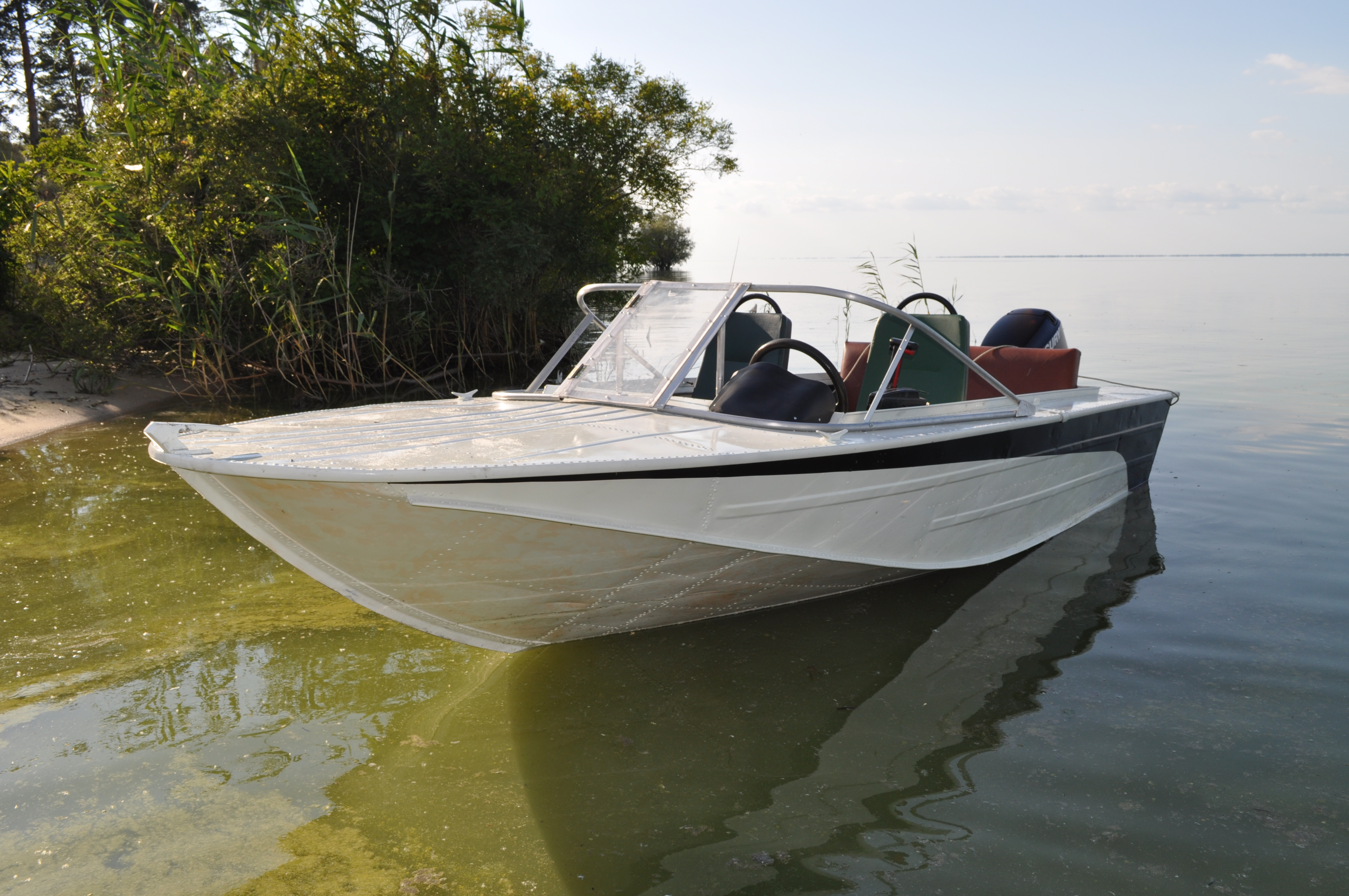

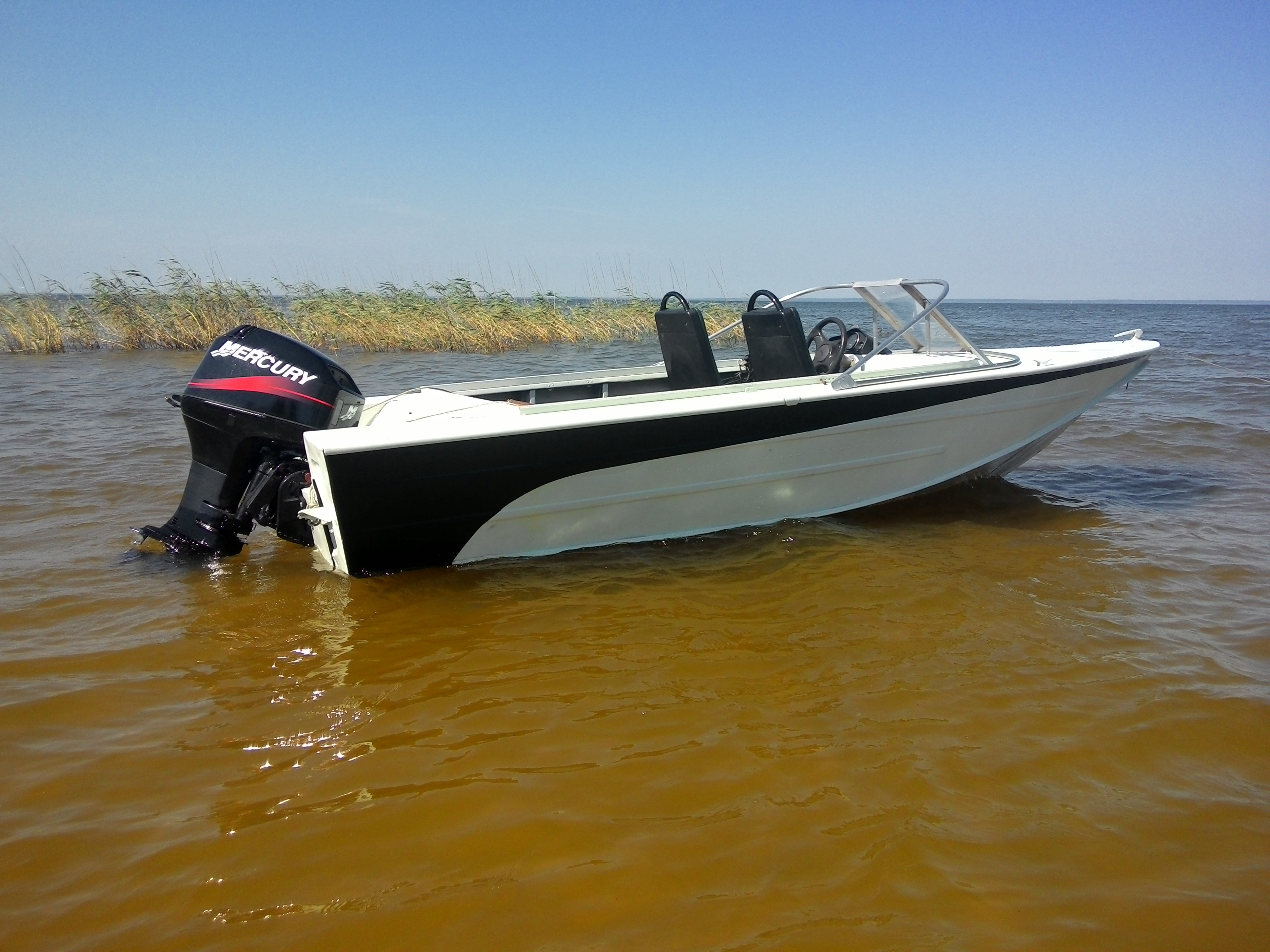

Днепр — моторная лодка, выпускалась Херсонским судостроительным заводом с 1973 года до начала 80-х годов.
В зависимости от оборудования моторная лодка «Днепр» может быть использована для прогулок, туризма. Пригодна для эксплуатации в больших водоемах, с волнением водной поверхности не выше двух баллов (высота волны не более 70 см), при удалении от берега до 3 км.
Моторная лодка может оснащаться подвесным мотором мощностью до 30 л. с. (Видео:)

## Технические характеристики
- Длина — 4,40 м;
- Ширина — 1,59 м;
- Высота (без козырька) — 0,68 м;
- Сухой вес корпуса — 160 кг;
- Вес лодки с оборудованием и снаряжением — 190 кг;
- Грузоподъемность — 400 кг;

Лодка имеет клёпаный корпус с обшивкой, изготовленным из дюралюминия, и поперечным набором из алюминий-магниевого сплава. Толщина обшивки борта 1 мм, днища, транца и плалубы — 1,6 мм.
Лодка оборудована ветровым стеклом, двумя мягкими передними сидениями и кормовым диваном.
Герметичные отсеки непотопляемости находятся в носовой части и корме и предназначены для удержания лодки на плаву в случае её затопления.